# Board of Deputies of British Jews

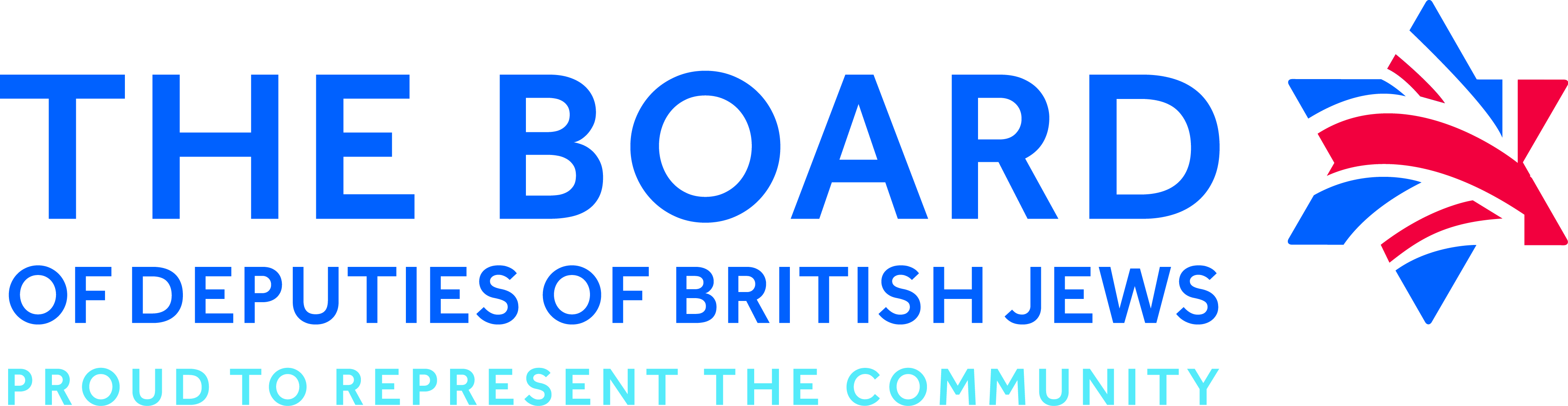
Logo des Board of Deputies

Das  Board of Deputies of British Jews  (engl. Deputiertenausschuss britischer Juden) ist die bedeutendste repräsentative Körperschaft der britischen Judenheit. 1760 als gemeinsames Gremium sephardischer (spanischer und portugiesischer) und aschkenasischer (mittel- und osteuropäischer) jüdischer Gemeinden in London gegründet, entwickelte es sich zu einem anerkannten Forum für die unterschiedlichen Bereiche der britischen jüdischen Gemeinschaft.
Der Ausschuss wird z. Z. von Henry Grunwald QC geleitet, der 2003 für ein dreijähriges Amt gewählt wurde. Historisch bedeutsam war der viktorianische Philanthrop Sir Moses Montefiore, der im 19. Jahrhundert um die Welt reiste, um verfolgten Juden Hilfe zu leisten, und als Präsident des Board amtierte. Zu späteren Präsidenten gehören unter anderem Arthur Cohen, Lionel Walter Rothschild und Greville Janner, Baron Janner of Braunstone.
Der Hauptgeschäftsführer des Board ist Jon Benjamin, dem 2005 Neville Nagler folgte.
Der Ausschuss besteht aus den gewählten Deputierten der Synagogengemeinden, Synagogenbündnisse und anderer Organisationen der jüdischen Gemeinschaft wie Wohltätigkeitsorganisationen und Jugendgruppen. Er dient als Hauptbezugspunkt für Regierung, Medien und die weitere Gesellschaft. Der Ausschuss widmet seine Aufmerksamkeit auf alle das Leben der Juden Großbritanniens betreffenden Angelegenheiten, einschließlich eines interreligiösen Aktionsprogramms.
Das Büro befindet sich im Hause Isaak D’Israelis, des Vaters des britischen Premierministers Benjamin Disraeli.

## Kritik und Kontroversen

### Terrorismus-Vorwurf gegen Interpal
2003 bezichtigte der Ausschuss die Hilfsorganisation Interpal des Terrorismus. Interpal droht mit Beleidigungsklage, woraufhin der Ausschuss sich entschuldigte und sich außergerichtlich einigte.

### Finegold-Affäre
Der Ausschuss wurde in die Finegold-Affäre verwickelt, als der Londoner Bürgermeister Ken Livingstone den jüdischen Reporter Oliver Finegold bzw. dessen Zeitung mit einem KZ-Wächter verglich. Die Bemerkungen des Bürgermeisters lösten weitgehende Proteste aus. Zusammen mit der Kommission für Rassengleichheit reichte der Ausschuss eine Beschwerde beim Standards Boards for England ein und verlangte vom Bürgermeister, sich beim Reporter zu entschuldigen. Der Bürgermeister verurteilte formell den Holocaust, hielt aber an seinen Bemerkungen über den Journalisten fest und bemerkte, hinsichtlich der Religion sei der „Ausschuss“ nur ein kleiner Ausschnitt der jüdischen Gesellschaft.

### Gaza
Das Board of Deputies unterstützt den israelischen Krieg gegen den Gazastreifen und hat die britische Regierung aufgefordert, Proteste dagegen zu unterbinden. Am 16. April 2025 erschien jedoch ein offener Brief mit dem Titel »Als britische Juden können wir zum Krieg in Gaza nicht mehr schweigen« in der Financial Times, den 36 Mitglieder des Board of Deputies (das ist rund ein Achtel aller Mitglieder) unterzeichnet hatten und in dem das israelische Vorgehen im Gazastreifen verurteilt wird. Darin heißt es unter anderem:
Diese extremistischste aller israelischen Regierungen fördert offen Gewalt gegen Palästinenser im Westjordanland, stranguliert die palästinensische Wirtschaft und baut mehr neue Siedlungen als je zuvor … Israel wird die Seele aus dem Leib gerissen. … Schweigen wird als Unterstützung für eine Politik und Maßnahmen angesehen, die unseren jüdischen Werten widersprechen. Angeführt von den Familien der Geiseln demonstrieren Hunderttausende Israelis auf den Straßen gegen die Rückkehr zum Krieg durch eine israelische Regierung, die die Rückkehr der Geiseln nicht zur Priorität erklärt hat. Wir stehen an ihrer Seite. Wir sind gegen den Krieg. Wir erkennen den Verlust palästinensischer Menschenleben an und trauern um sie. Wir sehnen uns nach dem »Tag danach«, an dem dieser Konflikt beendet ist und die Versöhnung beginnen kann. Während wir das Fest der Freiheit begehen und so viele Geiseln noch in Gefangenschaft sind, ist es unsere Pflicht als Juden, unsere Stimme zu erheben.
Der offene Brief löste eine öffentliche Debatte mit teilweise scharfen Reaktionen aus.
Das Board of Deputies suspendierte kurz darauf zwei hochrangige Mitglieder, die den Brief unterzeichnet hatten. Zwei Monate später suspendiert das Board of Deputies aufgrund des offenen Briefes fünf der kritischen Mitglieder und verwarnte die übrigen 31.
Nach einer Dringlichkeitssitzung am 29. Juli 2025 angesichts der Hungersnot im Gazastreifen rief die Organisation Israel zu einer „schnellen, ungehemmten und nachhaltigen Aufstockung der Hilfslieferungen über alle verfügbaren Kanäle“ auf. Präsident Phil Rosenberg erklärte, die als Reaktion auf wachsenden internationalen Druck erfolgte Entscheidung der israelischen Regierung, begrenzte Hilfslieferungen zuzulassen, sei „längst überfällig“ gewesen: „Wie wir schon seit Monaten sagen, dürfen Nahrungsmittel nicht als Kriegswaffe eingesetzt werden, von keiner Seite in diesem Konflikt.“